# Ted Haggard
Ted Arthur Haggard (* 27. Juni 1956 in Yorktown, Indiana) ist ein ehemaliger US-amerikanischer evangelikaler Prediger.
In der von ihm gegründeten Kirchengemeinde, der evangelikalen New Life Church in Colorado Springs, die zur Gruppe der in den USA so genannten Megachurches gehört, war Haggard als „Pastor Ted“ bekannt. Er hat ebenfalls die Association of Life-Giving Churches mit gegründet. Die US-amerikanische Zeitschrift Time Magazine zählte ihn im Jahr 2005 zu den 25 einflussreichsten evangelikalen Christen in den USA.

## Biographie
Ted Arthur Haggard wurde in Indiana geboren. 1972 hatte er ein Erweckungserlebnis und bezeichnet sich seitdem als „wiedergeborener Christ“. 1978 heiratete er Gayle Alcom. Das Ehepaar hat fünf Kinder. 1984 wurde Haggard Hilfspastor in Baton Rouge, Louisiana. Einige Jahre später zog Haggard nach Colorado Springs, Colorado, wo er eine eigene Kirche, die New Life Church, gründete.

### Positionen
Haggard ist ein überzeugter Befürworter der Politik des 43. Präsidenten der USA George W. Bush. In einem Artikel des Wall Street Journal vom 21. Juni 2005 wird folgende Aussage von Haggard wiedergegeben: „Ted Haggard, the head of the 30-million strong National Association of Evangelicals, jokes that the only disagreement between himself and the leader of the Western world is automotive: Mr. Bush drives a Ford pickup, whereas he prefers a Chevy“. (Ted Haggard, der Kopf der Nationalen Vereinigung der Evangelikalen mit 30 Millionen Mitgliedern, scherzt, dass die einzige Unstimmigkeit zwischen ihm und dem Führer der westlichen Welt das Auto betrifft: Mr. Bush fährt einen Ford Pickup, während er einen Chevy bevorzugt.) Allerdings gehörte auch der Kampf gegen die globale Erwärmung zu Haggards Überzeugungen: Er unterstützte die Evangelical Climate Initiative in den Vereinigten Staaten, obwohl Präsident Bush lange der Ansicht war, dass eine Änderung des Klimas aufgrund menschlicher Handlungen nicht bewiesen sei.
Haggard verurteilt öffentlich die Praxis von Homosexualität und sagte: „We don't have to debate about what we should think about homosexual activity, it's written in the Bible.“ (Wir müssen nicht darüber diskutieren, was wir von homosexuellen Aktivitäten halten, es steht in der Bibel geschrieben.) Seine Ablehnung geht jedoch über Fragen des Geschlechtsverkehrs hinaus, und er lehnt ebenfalls eine staatlich-rechtliche Anerkennung homosexueller Partnerschaften ab, obwohl diese hauptsächlich nichtsexuelle Lebensbereiche wie Vermögensrecht, Vertragsrecht oder im Fall von binationalen Partnerschaften auch Einwanderungsrecht betreffen würde.
Unter der Leitung von Haggard als Präsidenten setzte sich die evangelikale Organisation National Association of Evangelicals (NAE) in einem Dokument For the Health of the Nation: An Evangelical Call to Civic Responsibility für einen Kulturkampf ein. Das Dokument der NAE richtet sich gegen Abtreibung, gegen die Homo-Ehe, aber auch gegen erhöhte Steuern und weitere Einwanderung in die Vereinigten Staaten und fordert eine Ausweitung der Bildung in der US-amerikanischen Bevölkerung. Haggard intensivierte seine Predigttätigkeit gegenüber Schwulen, indem er in Colorado Springs gelegentlich Bars besuchte, die ein schwules Publikum ansprechen, und die Männer dort einlud, zu seiner Kirche zu kommen.

### Fernsehen und Film
Haggard trat in den Vereinigten Staaten bei verschiedenen Fernsehsendungen auf, unter anderem bei Dateline (NBC) und 20/20  (ABC).
2006 gab er Richard Dawkins, Professor an der Oxford University, ein Interview für die Fernsehdokumentation The Root of All Evil?. Nach Aufzeichnung des Interviews verwies Haggard die Filmcrew von seinem Grundstück mit den Worten „Ihr habt meine Kinder Tiere genannt“ („You called my children animals“) und versuchte, die Ausrüstung des Fernsehteams zu konfiszieren. Dawkins berichtete später, Haggard sei aufgebracht gewesen, da er (Dawkins) in der vorhergehenden Diskussion die Evolutionstheorie verteidigte.
Haggard kommt in einer langen Szene des Films Jesus Camp vor.

### Rücktritt nach Sexskandal
Nachdem der frühere Callboy und Masseur Mike Jones in den Medien hatte verlauten lassen, Haggard habe ihn drei Jahre für Sex bezahlt, trat Haggard am 3. November 2006 von seinem Amt als Vorsitzender der National Association of Evangelicals (NAE) zurück. Am folgenden Tag wurde er auch durch den Aufsichtsrat seiner Kirche vom Pastorenamt entbunden. Nach Aussage von Jones habe Haggard (den Jones als „Art“ kannte; der zweite Vorname von Haggard ist Arthur) bei Treffen mit ihm Methamphetamin eingenommen. 
Haggard behauptete zunächst, Jones nicht zu kennen. Am 5. November 2006 teilte er seiner Gemeinde in einem offenen Brief hingegen mit, dass er tatsächlich der „sexuellen Unmoral schuldig“ sei.
Jones habe sich zu diesem öffentlichen Outing von Haggard entschlossen, weil Haggard öffentlich in der Politik gegen die rechtliche Absicherung lesbischer und schwuler Partnerschaften aufgetreten war. Jones erklärte gegenüber ABC News: „Ich musste die Doppelmoral von Haggard veröffentlichen.“ Haggard habe die Möglichkeit, Tausende von Anhängern zu beeinflussen, und er predige gegen die Homo-Ehe. Aber im versteckten Privatleben lebe er das Gegenteil dessen, was er predige. Jones hoffe, dies würden die Wähler begreifen. In Colorado wurde am 7. November 2006 über das Verbot von Homo-Ehen in der Verfassung des Bundesstaates Colorado abgestimmt; trotz Haggards Outings entschied sich die Mehrheit der Abstimmenden für eine entsprechende Verfassungsänderung.  
Ted Haggard vertritt weiterhin in der Öffentlichkeit die Auffassung, Homosexualität sei sündhaft. Deswegen habe er sich auf Ratschlag seines Freundes James Dobson in eine christliche Ex-Gay-Therapie begeben. Nach einer nur drei Wochen dauernden Behandlung ist er nunmehr überzeugt, heterosexuell zu sein. Mit seiner Frau zusammen ist er im Jahr 2007 aus Colorado Springs weggezogen und lebt nun in Phoenix. Im Januar 2011 äußerte er in einem Fernsehinterview, dass er bisexuell sei.

## Kritik
Kritiker, die seiner Kirche nicht nahestehen, werfen ihm Heuchelei und Bigotterie vor. Dies wurde von den Medien, u. a. von dem Musiker Roy Zimmerman, satirisch verarbeitet.
Innerkirchliche Kritiker hingegen werfen ihm Verstöße gegen die von ihm selbst gepredigten, angeblich gottgegebenen Regeln vor.